# Ферганский фронт
Ферга́нский фро́нт — Местный фронт Туркреспублики, во время Гражданской войны. Образован 23 февраля 1919 приказом РВС Туркестанской советской республики для руководство борьбой с басмачеством в Ферганской области

## Состав и структура
Штаб Ферганского фронта был выборным органом и состоял из представителей советских учреждений, партийных и общественных организаций и воинских частей. Руководил ими Президиум штаба во главе с председателем.
В августе 1919 образован РВС Ферганского фронта, которому подчинялся штаб фронта. Выборность была ликвидирована, при РВС создан политотдел. В состав Ферганского фронта входили отдельные части и местные формирования, подчинённые районным оперативным штабам.

## Боевые действия
В октябре — ноябре 1919 образованы 4 группы войск (1-я в Скобелевском уезде, 2-я в Кокандском уезде, 3-я в Андижанском уезде, 4-я в Наманганском уезде), а районные штабы упразднены.
Войска Ферганского фронта вели борьбу с отрядами Иргаша, Мадамин-бека, Осипова К., Монстрова К. И. и др.
Особенно тяжёлая обстановка сложилась в сентябре 1919, когда басмачи захватили ряд городов области. Советские войска, опираясь на поддержку русских рабочих и части крестьянства, разгромили басмачей.
22 ноября 1919 Ферганский фронт упразднён, его войска сведены в Ферганскую стрелковую дивизию (позже 2-я Туркестанская стрелковая дивизия).

## Командный состав
Председатель президиума штаба фронта:
- Спасибов Д. И. (26 февр. — 16 авг. 1919)

Командующие:
- Сафонов М. В. (26 февр. — 16 сент. 1919)
- Соколов А. П. (16 сент.— 16 нояб. 1919)
- Немудров Г. М. (18 — 22 нояб. 1919).

Члены РВС:
- Спасибов Д. И. (председатель, 16 авг. — 16 сент. 1919; 16—24 сент. 1919)
- Филиппов С. Т. (16 авг. — 16 сент. 1919)
- Иванов В. И. (16 сент. — 16 нояб. 1919)
- Хабибулин Я. (16 сент. — 18 нояб. 1919)
- Слепченко (18—22 нояб. 1919)
- Мзоков (18-22 нояб. 1919)